# La Carihuela
La Carihuela, en la provincia de Málaga, España, es un antiguo barrio de pescadores situado al suroeste del término municipal de Torremolinos, a lo largo de la playa de La Carihuela.
Según distintas versiones, el nombre de La Carihuela puede traducirse como aldea de pescadores. Debido a la diferencia de cotas con el núcleo central de Torremolinos, de unos 30 metros, La Carihuela experimentó una evolución ajena al pueblo de Torremolinos y su industria molinera. Sus habitantes subsistían de los frutos del mar hasta la explosión del boom turístico en los años 1950, cuando se inicia el desarrollo de los negocios de restauración, basados principalmente en el pescado y especialmente en el pescaíto frito. Contaba entonces La Carihuela con una flota pesquera de unas cuarenta embarcaciones.
Antiguamente, el barrio de La Carihuela se componía de una hilera de pequeñas casas y chamizos de una sola planta, de las que aún perduran en la calle Los Perros. En 1948 se inaugura la sala de fiestas El Remo y comienza la construcción de hoteles sobre las huertas de la zona, seguidos por promociones de apartamentos y nuevas viviendas. Algunos de los hoteles son: Hotel Miami, Hotel Pez Espada (1957), Hotel Carihuela Palace (1960), Hotel Tropicana (1961), Hotel Tres Carabelas (1962), y Hotel Montemar.[cita requerida]
Lugares de interés del barrio son el paseo marítimo y la Iglesia de Nuestra Señora del Carmen.

## Transporte
| Línea | Trayecto                       | Recorrido y Horarios | Plano de Línea |
| ----- | ------------------------------ | -------------------- | -------------- |
| M-110 | Málaga-Benalmádena Costa       | Recorrido y Horarios | Plano          |
| M-112 | Málaga-Mijas                   | Recorrido y Horarios | Plano          |
| M-120 | Torremolinos-Fuengirola        | Recorrido y Horarios | Plano          |
| M-121 | Torremolinos-Benalmádena-Mijas | Recorrido y Horarios | Plano          |
| M-124 | Carola-Torremolinos            | Recorrido y Horarios | Plano          |
| M-125 | Torremolinos-Patronato         | Recorrido y Horarios | Plano          |
| M-126 | Benalmádena-Torremolinos       | Recorrido y Horarios | Plano          |
| M-320 | Málaga-Marbella                | Recorrido y Horarios | Plano          |